# Јован Скилица
Јован Скилица (грч: Ιωάννης Σκυλίτζης) је био византијски хроничар из 11. вијека. Његово поријекло веже се уз Малу Азију, тему Тракесион. У Царству је заузимао значајне положаје куропалата, друнгара вигле и протовестијара. Живио је, како то сам каже, у вријеме чувеног филозофа Михаила Псела (1018—1096/1097). Његова смрт се ставља у посљедње године 11. вијека.

## Дело
Јован Скилица је написао дјело под називом „Кратка историја“ (грч. Σύνοψις ιστοριών), које обухвата период од 811. до 1057. г. Дјело је написано највјероватније пред крај XI вијека, за вријеме владе цара Алексија I Комнина (1081—1118). Из угла значаја за јужнословенске народе ово дјело је главни извор за историју Самуилове државе, а има података о Србији у XI вијеку.
Неки рукописи књиге се завршавају и са 1078. Претпоставља се да је 1057 – 1078. година дело непознато писца и то је дело Скиличиног настављача. Дело је написано крајем XI века за време владавине Алексија I Комнина 1081 – 1118. година. Оно што се тиче овог дела је за крај X и почетак XI века. Скилица користи изворе који су данас изгубљени. Скиличино дело по композицији спада у ред царских хроника. За сваког цара посвећен је посебан одељак. Скилица се не држи стриктног хронолошког реда. Дешава се да се често враћа уназад и описује споредне догађаје. Оригиналан текст Јована Скилице није сачуван иако постоје бројни рукописи. Објављен је латински превод на основу једног рукописа из млетачке библиотеке Марћане.
Скиличин настављач је писао почетком 12. века. Описује догађаје који су се одиграли на територији некадашњег Самуиловог царства. Значајан је извор за устанак Константина Бодина и Ђорђа Војтеха.

## Компилација Георгија Кедрена
Данас се још увек користи компилација Георгија Кедрена. Георгије Кедрен, о чијем се животу скоро ништа не зна, био је највероватније монах. Његова историја од настанка света па до 1057. године носи исти наслов као Скиличино дело. Период од 811. до 1057. године Кедрен је готово преписао из Скиличине хронике. Његова историја, дакле, нема самосталне вредности. Скиличино дело у компилацији Кедрена најважнији је грчки извор за нашу историју друге половине 10. и прве половине 11. века. Описује устанак комитопула, устанак Петра Одељана и борбе Дукље за независност.

## Допуне Михаила Деволског
За историју Јужних Словена посебно је значајан рукопис настао крајем 13. или почетком 14. века. Завршавао се почетком владавине Исака I Комнина, дакле 1057. године. Написао га је Михаило Деволски и у њега унео 66 допуна и исправки за период од 976. и 1057. године. У рукопису се помињу и последње четири допуне (67—70), али оне не потичу из пера Михаила Деволског јер се рукопис кога је он преписивао завршио 1057. године. Питање извора којима се Деволски служио је до сада остало нерешено. Сматра се да су многе допуне изете из оних извора којима се Скилица служио, пре свега из хронике Теодора из Севастеје, а које Скилица није дословно исписивао већ је неке вести скраћивао или чак мењао. Деволски је имао друге изворе за црквену историју. Деволска дијецеза припадала је Охридској архиепископији те је Михаилу била позната историја ове архиепископије. Све допуне и исправке Скиличиног дела везане су за историју Јужних Словена или за Охридску архиепископију.